# Erdbebenlicht
Als Erdbebenlichter oder Erdbebenleuchten werden seltene, meist bläuliche, manchmal aber auch infrarote Leuchterscheinungen bezeichnet, die vor, während und gelegentlich auch nach Erdbeben auftreten. Solche Erscheinungen wurden schon in der Antike von Aristoteles in seinem Werk Meteorologica und vom römischen Schriftsteller Seneca beschrieben. Sie sind nicht auf die unmittelbare Nähe des Epizentrums beschränkt, sondern können auch in hunderten Kilometern Entfernung beobachtet werden. Die Existenz des Phänomens galt lange Zeit als umstritten.

## Erforschung
Für die Ursache der Erdbebenlichter gibt es verschiedene Erklärungsversuche. Ende der 1990er Jahre wurde diskutiert, ob piezoelektrische Aufladungen in den Quarzbestandteilen der Gesteinsschichten nahe der Erdoberfläche, die durch den hohen Druck tektonischer Bewegungen hervorgerufen werden, ein Auslöser für entsprechende elektrische Entladungen sein könnten.
Ein weiterer Erklärungsversuch zielt auf örtliche Unstetigkeiten im Magnetfeld der Erde oder in der Ionosphäre, die dann unter Umständen als Rekombinationsleuchten beziehungsweise als erdoberflächennahe Aurora sichtbar werden könnten.
Im Januar 2014 konnten Forscher des Quebec Ministry of Natural Resources ein Muster hinter den Beobachtungen feststellen: 95 % der weltweiten seismischen Aktivitäten finden entlang der Grenzen zwischen zwei tektonischen Platten statt. 85 % der Erdbeben mit Erdbebenlichtern gehören jedoch zu den restlichen 5 %, die innerhalb von tektonischen Platten stattfinden. Ebenso konnte im Labor nachgewiesen werden, dass negativ geladene Sauerstoffionen, die durch hohen Druck aus den Peroxiden in bestimmten Gesteinsarten herausgelöst werden können, ein leuchtendes Plasma erzeugen.
Ferner könnte aus der Erdkruste austretendes Radon die Atmosphäre bereits Tage vor einem Erdbeben stark ionisieren.
In Küstennähe wird auch Sonolumineszenz im Meerwasser als Ursache diskutiert.
Auf der Jahrestagung der Europäischen Geowissenschaftlichen Union (EGU) in Wien im Jahr 2015 wurden von Wissenschaftlern um Eric Ferré von der Southern Illinois University (USA) Forschungsergebnisse vorgestellt, wonach durch Bohrungen Pseudotachylite mit einer gleichmäßigen Ausrichtung von eisenhaltigen Partikeln gefunden wurden, die nur durch einen enormen Stromfluss tief im Untergrund entstanden sein konnten. Nach der Theorie der Wissenschaftler wird durch ein Erdbeben entlang der Kollisionszone der Felsgesteine ein derart hoher Druck aufgebaut, dass die Strukturen der Minerale zerstört werden. Hierdurch entstehe eine elektrische Spannung, so dass im Ergebnis Strom durch die Minerale fließt. An der Erdoberfläche kann sich die Spannung entladen, so dass es wie bei einem Gewitter zu Blitzen oder zu den bislang beschriebenen Leuchterscheinungen kommen kann.

## Beobachtungen
Auswahl an Erdbeben, bei denen diese Lichter beobachtet wurden, in chronologischer Reihenfolge:
- Helike und Bura, 373 v. Chr.[1]
- Erdbeben vor Kreta 365
- Neuseeland 1888[14]
- Idu, Japan 1930[15]
- Matsushiro, Japan 1966[1]
- Kalapana, Hawaii 1975[16]
- Erdbeben in Tangshan, China, 28. Juli 1976[17][18][19]
- Kanada 1988[1]
- Erdbeben von Gölcük 1999 bei İzmit, Türkei[1]
- Gujarat, Indien 2001[1]
- Erdbeben in Peru 2007[20]
- Tianshui, Gansu, China 2008[21]
- Erdbeben von L’Aquila 2009, Italien[22][23]
- Napa Valley, Kalifornien, 2014[24][25]
- Erdbeben in Mexiko am 8. September 2017[26]
- Acapulco, Mexiko, 8. September 2021[27]
- Jinchang, Gansu, China, 8. Januar 2022[28]
- Sendai, Japan, 16. März 2022[29]
- Kahramanmaraş, Türkei, 6. Februar 2023[30]
- Erdbeben in Marokko 2023[31]